# 趙葉
趙葉（1493年—？），字子玉，號東竹，浙江金華府東陽縣人，民籍，明朝政治人物。

## 生平
正德十一年（1516年）丙子科浙江鄉試第五十名舉人。正德十六年（1521年）中式辛巳科第三甲第二十九名進士。曾任福建莆田县知县，升滦州知州，累升江西按察司佥事，十六年五月升貴州布政司左参议。因得罪权贵，貶官归乡生活十八年

## 家族
曾祖趙光瀾；祖父趙大鑾；父趙為海。前母杜氏、胡氏；母任氏。具庆下。兄趙枝、弟趙榮、趙乘。